# Provincia Costera (Kenia)
La Provincia Costera (en kiswahili: Mkoa wa Pwani) fue una de las ocho provincias en las cuales se dividía administrativamente Kenia hasta 2013. Su capital era Mombasa. Se llamaba "Costera" por hallarse en ella toda la costa keniana del Océano Índico.
En 2013, esta provincia fue dividida en seis condados: Mombasa, Kwale, Kilifi, Río Tana, Lamu y Taita-Taveta.

## Administración
La Provincia Costera se dividía en siete distritos (wilaya):
| Distrito     | Capital |
| ------------ | ------- |
| Kilifi       | Kilifi  |
| Kwale        | Kwale   |
| Lamu         | Lamu    |
| Malindi      | Malindi |
| Mombasa      | Mombasa |
| Río Tana     | Hola    |
| Taita-Taveta | Voi     |